# Hyporthodus septemfasciatus
Hyporthodus septemfasciatus är en fiskart som först beskrevs av Thunberg, 1793.  Hyporthodus septemfasciatus ingår i släktet Hyporthodus och familjen havsabborrfiskar. IUCN kategoriserar arten globalt som livskraftig. Inga underarter finns listade i Catalogue of Life.